# Thiếu iod
Thiếu iod là thiếu nguyên tố vi lượng iod, một chất dinh dưỡng thiết yếu trong chế độ ăn uống. Nó có thể dẫn đến bướu cổ, đôi khi là bướu cổ đặc hữu cũng như bệnh đần độn do suy giáp bẩm sinh không được điều trị, dẫn đến chậm phát triển và các vấn đề sức khỏe khác. Thiếu iod là một vấn đề sức khỏe cộng đồng quan trọng vì nó là nguyên nhân gây ra khuyết tật trí tuệ.
Iod là một khoáng chất cần thiết cho chế độ ăn uống; các hormon tuyến giáp thyroxine và triiodothyronine chứa iod. Ở những nơi có ít iod trong chế độ ăn, điển hình là những vùng sâu trong đất liền không có thức ăn biển, thiếu iod là phổ biến. Nó cũng phổ biến ở các vùng núi trên thế giới, nơi thức ăn được trồng trong đất nghèo iod.
Phòng ngừa bao gồm thêm một lượng nhỏ iod vào muối ăn, một sản phẩm được gọi là muối iod. Các hợp chất iod cũng đã được thêm vào các thực phẩm khác, như bột, nước và sữa, trong các khu vực thiếu hụt. Hải sản cũng là một nguồn iod nổi tiếng.
Ở Mỹ, việc sử dụng iod đã giảm do lo ngại quá liều kể từ giữa thế kỷ 20, và các chất đối kháng iod brom, perchlorat và fluoride đã trở nên phổ biến hơn. Đặc biệt, khoảng năm 1980, việc sử dụng kali iodat làm chất điều hòa bột trong bánh mì và đồ nướng đã dần được thay thế bằng việc sử dụng các chất điều hòa khác  như bromide.  
Thiếu iod dẫn đến bướu cổ với 187 triệu người trên toàn cầu (2,7% dân số) trong năm 2010. Nó đã dẫn đến 2700 ca tử vong trong năm 2013 tăng từ 2100 ca tử vong vào năm 1990.